# 몽코레 전투
몽코레 전투(프랑스어: Bataille de Montcornet)는 1940년 5월 17일 프랑스 공방전 중 일어난 전투이다. 샤를 드골 지휘 하의 프랑스 4e 기갑 사단이 엔주의 몽코레에 대해 전략적 공격을 실시하고, 독일군과 만나게 되었다. 프랑스는 성공적으로 독일군을 물리쳤지만, 지원군의 부족과 루프트바페의 공습으로 인해 퇴각했다.

## 배경
1940년 5월 10일, 나치 독일은 네덜란드, 벨기에, 프랑스를 공격하기 시작했다. 5월 13일 독일군이 스당을 돌파한 이후 독일군은 급히 퇴각하는 프랑스군을 쫓기 시작했다.
다음 날, 샤를 드 골 대령은 5,000명과 전차 85대로 구성된 4e 기갑 사단의 지휘관이 되었으며 5월 17일 몬트코렛에서 역습을 준비했다. 몬트코렛 마을은 랭스, 랑, 생캉텡 도로를 잇는 교차로로 전략적 중요성을 가지고 있었으며, 독일 1 기갑 사단의 보급품 운송점이였다.

## 전투
5월 17일 오전 4시 14분, 4e 기갑 사단이 몬트코렛으로 전진하기 시작했다. 정오 경, 마을을 포위한 이후 프랑스 샤르 B1 전차는 PaK 36 대전차포와 독일 전차의 공격을 받기 시작했다. 다수의 B1 전차는 대다수가 연료가 부족하여 버려졌으며, 일부는 늪에 빠져서 버려지게 되었다.
드 골 장군은 치브렝(Chivres)에서 독일 방어 지점을 무력화하기 위해 보병을 보냈고, 샤르 D2 전차를 전진시켜 클레몽레페레멩(Clermont-les-Fermes)을 점령했다. 오후 4시, 드 골은 몬트코렛으로 새로운 공세를 시작했지만 전차 대원들은 상세한 지형 지도를 받지 못했고, 독일군의 88mm 포 공격을 받아서 실패했다. 오후 6시, 독일 공군이 개입하기 시작하면서 4e 기갑 사단은 원래 위치로 후퇴했다.

## 여파
이 전투로 프랑스군 전차 23개가 파괴되고, 독일군 100명이 사망했다. 이후 드 골 장군은 아브빌 전투에 참여했다.